# Парменац (језеро)
Језеро Парменац је најмања акумулација на Западној Морави. Налази се недалеко од села Парменац, по коме је и добило име.

## Настанак
Настало је изграђивањем бетонске бране поред пута Чачак—Овчар Бања, готово на периферији Чачка. Запремина језера износи 850 000 м³, дугачко је 1 километар, а дубоком до 3 метра. Планирано је да се језерска вода користи за наводњавање обрадивих површина у Чачанској котлини. Међутим, како нису изграђени одговарајући канали и системи за наводњавање, нису остварени ни жељени резултати. Било је речи и о високим надокнадама за коришћење језерске воде, па су многи престали да је користе. 
Слично и осталим језерима на Западној Морави, и ово језеро је прилично запуштено. Сходно томе, није довољно искоришћено за спорт и рекреацију становништва града Чачка. На живот једног језера вишеструко утиче природа, али када је у питању језеро Парменац, људски фактор је умногоме је био пресудан.
За водоснадбевање Чачка у периоду од 1977—1993. године коришћене су подземне воде са локације Парменац—Пријевор. Квалитет воде је редовно контролисан, а из инфлатрационих басена који су наливени водом из реке Каменице и језера Парменац захватано је 100 L/s воде. После прикључивања Чачка на регионални водовод “Рзав“, извориште Пријевор—Парменац је конзервирано и може се користити у случају искључења или хаварије на “Рзаву“.
Недалеко од језера Парменац налази се Овчарско-кабларска клисура и Овчар Бања.